# Chuck Will's widow
De Chuck Will's widow (Antrostomus carolinensis; synoniem: Caprimulgus carolinensis) is een vogel uit de familie Caprimulgidae (nachtzwaluwen).

## Verspreiding en leefgebied
Deze soort komt voor in de oostelijke Verenigde Staten en overwintert van de zuidoostelijke Verenigde Staten tot de Grote Antillen en noordelijk Zuid-Amerika.